# Sandra Lee (dermatolog)
Sandra Siew Pin Lee, MD (n. 20 decembrie 1970, Flushing⁠(d), Queens, New York, SUA), cunoscută și sub numele de Dr. Pimple Popper, este un dermatolog americană și YouTuber cu sediul în Upland, California. Este cunoscută pentru videoclipurile sale online și serialul TV Dr. Pimple Popper.

## Legături externe
- Site web oficial
- SLMD Skincare official website
- Sandra Lee la Internet Movie Database